# Macroglossum nycteris
Macroglossum nycteris is een vlinder uit de familie van de pijlstaarten (Sphingidae). De wetenschappelijke naam van de soort werd in 1844 gepubliceerd door Vincenz Kollar.